# Afrikaanse dwergmuis
De Afrikaanse dwergmuis (Mus minutoides) is een knaagdier uit het geslacht Mus dat voorkomt in Zimbabwe, Mozambique ten zuiden van de Zambezi, Zuid- en Oost-Zuid-Afrika en Swaziland. Deze soort is nauw verwant aan Mus musculoides, die ten noorden van de Zambezi voorkomt, en het is onduidelijk hoeveel soorten er in deze groep zijn en waar de grenzen tussen de soorten liggen. Het karyotype bedraagt 2n=18-19. De soort komt voor in allerlei habitats, zoals bos, savanne en grasland.
De rug is bruingeel tot roodachtig, de onderkant wit. Dit dier bezit een vrij korte staart en kleine ronde oren. De totale lengte bedraagt 80 tot 160 mm, de staartlengte 20 tot 50 mm, de oorlengte minder dan 13 mm en het gewicht 4 tot 12 gram. Vrouwtjes hebben 2+2=8 mammae.
Deze soort eet voornamelijk zaden en insecten, maar ook wel wat groene bladeren. De draagtijd bedraagt hoogstens 19 dagen. De nestgrootte bedraagt meestal vier, maar kan tot acht toenemen. De jongen worden zelfstandig na 17 dagen. Vrouwtjes kunnen zich voortplanten vanaf 42 dagen. De soort is 's nachts actief, leeft op de bodem en is solitair. Het dier graaft holen in zachte grond, maar kan zich ook vestigen onder gevallen bomen, tussen rotsen of in termietenheuvels. Het dier nestelt soms onder bladeren of stukken ijzer.